# Aibes
Aibes è un comune francese di 360 abitanti situato nel dipartimento del Nord nella regione dell'Alta Francia.

## Storia

### Simboli
Lo stemma del comune di Aibes riprende quello della famiglia de Montigny de Clarges, signori del luogo alla fine del XVIII secolo.

## Società

### Evoluzione demografica
Abitanti censiti